# Villasbuenas de Gata
Villasbuenas de Gata est une commune de la province de Cáceres dans la communauté autonome d'Estrémadure en Espagne.